# Afrocardium shepstonense
Afrocardium shepstonense is een tweekleppigensoort uit de familie van de Cardiidae. De wetenschappelijke naam van de soort is voor het eerst geldig gepubliceerd in 1931 door Tomlin.